# Axonopus rosei
Axonopus rosei är en gräsart som först beskrevs av Frank Lamson Scribner och Elmer Drew Merrill, och fick sitt nu gällande namn av Mary Agnes Chase. Axonopus rosei ingår i släktet Axonopus och familjen gräs. Inga underarter finns listade i Catalogue of Life.